# لبيد بن عطارد التميمي
لبيد بن عطارد بن حاجب بن زرارة الدارمي التميمي (نحو 20 ق هـ - 70 هـ / 602 -  690م)، يكنى أَبا نعيم: صحابي،خطيب، شاعر، حضر يوم إراب وله ذكر في أخبار الجاهلية. وفد مع أبيه وقومه إلى رسول الله ﷺ.
كان عطارد شريفًا سيدًا جوادًا كريمًا، قال البلاذري: « وكان لبيد بن عطارد بن حاجب شريفًا سيدًا، يكنى أَبَا نعيم، وكان جوادًا كريمًا». شهد معركة القادسية، وزعم المدائني أنه كان فيمن فاوض يزدجرد الثالث من أهل الرأي والهيئة والمهابة.نزل الكوفة بعد تمصيرها، فكان من من وجوهها وأشرافها. 
اعتزل لبيد الأحداث التي وقعة بعد الفتنة الكبرى، وكان أخيه عمير من أمراء علي في الجمل وصفين. ولما آلت الخلافة إلى معاوية بن أبي سفيان وفد عليه، وله قصة مع عمرو بن الزبير في خبر طويل. وكان أحد الأشراف الذين شهدوا لزياد بن أبيه أن حجر بن عدي خلع الطاعة، ودعا إلى الحرب والفتنة. وكان عطارد من شيعة عبد الله بن الزبير وبايعه وهو كهلاً، وكان مع مصعب بن الزبير فوفى له في العطاء، وتوفى في ولاية مصعب. وفي مآثره قصائد عديدة لشعراء بني تميم.

## النسب
- لبيد بن عطارد بن حاجب بن زرارة بن عُدُس بن زيد بن عبد الله بن دارِم بن مالك بن حنظلة بن مالك بن زيد مناة بن تميم.[13]

## مشاركته في القادسية
شهد لبيد وأبيه عطارد بن حاجب حرب القادسية، والخبر أنه لما بلغ عمر بن الخطاب أجتماع الفرس في العراق على القتال، ندب الناس إلى سعد بن أبي وقاص. وكان عمر بن الخطاب قد اباح لمن سبق ارتداده أن ينضم إلى الجيوش الإسلامية، وكان فيهم عطارد ولبيد وتميما التي كانت قد ارتدت بعد وفاة النبي ﷺ، قال الكلاعي: «وكان عمر قد كتب إلى أهل الردة يأذن لهم في الجهاد ويستنفرهم إليه ».
وقدم  لبيد وأبيه ورهطهم على سعد بن أبي وقاص وهو في أرض زرود جنوب بلاد بني تميم، وفي ذلك قال الكلاعي: « نزل - سعد بن أبي وقاص - فيدا فأقام بها أشهرا، و جعل عمر لا يأتيه أحد من العرب إلا وجهه إليه، ثم كتب إليه أن يرتفع بالناس إلى زرود، فأتاها و أقام بها، وأتاه من حولها من بني تميم من حنظلة، وأتته سعد والرباب وعمرو، فكان ممن أتاه عطارد ولبيد بن عطارد». وبعد عدة أشهر أنطلق هذا الجيش إلى العراق، ثم توجهوا إلى القادسية، وهناك بَداءَة المفاوضات مع كسرى يزدجر وقادة جيشه، وكان لبيد وأبيه ممن فاوض يزدجر قبل المعركة، وفي ذلك قال الكلاعي: «ولما انتهى إلى سعد أمر عمر، بالتوجه إلى يزدجرد، جمع نفرا لهم نجار، و لهم آراء، و نفرا لهم منظر و عليهم مهابة. وأما الذين لهم منظر لأجسامهم، و عليهم مهابة، و لهم آراء: فعطارد بن حاجب، والأشعث بن قيس، والحارث بن حسان».ثم قاتل لبيد وقومه تحت راية سعد بن أبي وقاص القوات الفارسية في معركة القادسية وكان لهم في أيامها أحسن البلاء. وكانت معركة القادسية التي انتصر فيها العرب المسلمين انتصار كبير على القوات الفارسية في شعبان سنة 15 هـ.